# Estheria crosi
Estheria crosi är en tvåvingeart som först beskrevs av Villeneuve 1920.  Estheria crosi ingår i släktet Estheria och familjen parasitflugor. Inga underarter finns listade i Catalogue of Life.